# Taiki (Hokkaidō)
Taiki (大樹町?) è una cittadina giapponese della prefettura di Hokkaidō.
il sito di lancio Interstellar Technologies in italiano tecnologia